# Olivier Giroud
Olivier Jonathan Giroud, född 30 september 1986 i Chambéry, är en fransk fotbollsspelare som spelar för Lille OSC i Ligue 1. Hans position är central anfallare. Han har även representerat det franska landslaget, i vilket han är den spelare som gjort flest mål genom tiderna, och vann VM-guld 2018. Han har även vunnit Uefa Champions League med Chelsea säsongen 2020/2021. 

## Klubbkarriär

### Montpellier
Giroud köptes år 2010 av Montpellier HSC från Tours FC i Ligue 2, där han hade stått för 30 mål på 61 matcher (alla tävlingar sammanräknade). Under sin andra säsong i Montpellier hjälpte Giroud laget till dess första ligatitel och delade med sina 21 mål segern i skytteligan med brasilianaren Nenê. Utöver målen gjorde Giroud även tolv assist. Totalt gjorde Giroud 33 mål på 73 matcher i Montpellier HSC, alla tävlingar inräknade.   

### Arsenal
Efter den magnifika säsongen 2011/2012 värvades Oliver Giroud sommaren 2012 till den engelska storklubben Arsenal för 9,6 miljoner pund. Han fick tröjnummer 12. Giroud debuterade för Arsenal den 18 augusti 2012 då han byttes in i en Premier League-match mot Sunderland, och gjorde sitt första mål för Arsenal den 26 september, när laget besegrade Coventry City med 6–1 i Ligacupen. Girouds första Premier League-mål kom den 6 oktober 2012 i en 3–1-seger mot West Ham, då han även spelade fram till ett annat mål. Sitt första Champions League-mål för Arsenal gjorde Giroud mot Schalke 04 den 6 november i en match som slutade 2–2. Under sin första säsong i Arsenal stod Giroud för totalt 17 mål och 11 målgivande passningar på 47 matcher. 
Under sin andra säsong i Arsenal var Giroud en starkt bidragande faktor till Arsenals vinst i FA-cupen, sedan han bland annat stått för två mål i kvartsfinalmötet mot Everton och satt en av straffarna i straffavgörandet mot Wigan, vilket gjorde att Arsenal tog sig till finalen där de sedan slog Hull City med 3–2 efter förlängning. Giroud spelade fram Aaron Ramsey till det matchavgörande 3–2-målet. 
Året därpå vann Giroud två titlar med Arsenal. Den första var FA Community Shield där han gjorde det sista målet i 3–0-segern mot Manchester City. Den andra titeln var FA-cupen, som Arsenal lyckades försvara från föregående år efter finalseger med 4-0 över Aston Villa. Giroud blev inbytt i matchen och gjorde 4–0-målet.          
Säsongen 2016/2017 vann Giroud återigen FA-cupen med Arsenal efter en 2–1-seger över Chelsea i finalen. Giroud assisterade Aaron Ramsey till det matchavgörande 2–1 målet mindre än en minut efter att han hade bytts in.
Den 1 Januari 2017 gjorde Olivier en akrobatisk klackspark i mål mot Crystal Palace som senare röstades fram till årets snyggaste mål och gav honom FIFA Puskás Award 2017.
Premier Leagues bäste spelare 2014/2015, Eden Hazard, sa följande om Giroud: "Olivier’s a target man, maybe the best in the world; I think so".

### Chelsea
I januari 2018 värvades Giroud av Chelsea, där han skrev på ett 1,5-årskontrakt.
Den 29 maj 2019 vann Chelsea Europa League och Giroud gjorde flest mål i turneringen och blev även målskytt i finalen. Samma månad förlängde Giroud sitt kontrakt med ett år. 
Den 20 maj 2020 förlängde han på nytt sitt kontrakt med ett år. Den 4 juni 2021 meddelade Chelsea att de utnyttjat en option i kontraktet och att Girouds kontrakt förlängts med ytterligare ett år.
Den 29 maj 2021 vann Chelsea Champions League och Giroud var Chelseas bäste målgörare med sex mål i turneringen på 254 minuter. Han fick däremot inga spelminuter i finalen som avbytare.

### AC Milan
I juli 2021 värvades han till Milan för en övergångssumma på 1 miljon euro. Det blev succé direkt under sin första säsong med klubben. Laget vann Serie A och Giroud stod för elva mål och fyra assist. Han var även med och tog Milan till semifinal i Uefa Champions League 2023. Totalt spelade Giroud 130 tävlingsmatcher för Milan och stod för 48 mål och 20 assist. 
I maj 2024 blev det officiellt att han lämnade Milan, och fortsatte karriären i Major League Soccer.

### Los Angeles FC
Olivier Giroud lämnade Los Angeles FC efter bara ett år. Under sin tid i USA hann fransmannen göra fem mål och tre framspel på 37 matcher för MLS-klubben. 

### Lille OSC
I juli 2025 blev det officiellt att Olivier Giroud skrivit på ett ettårskontrakt med den franska klubben Lille OSC. 

## Landslagskarriär
Giroud debuterade för Frankrikes landslag den 11 november 2011 i en 1–0-vinst över USA.
Giroud är Frankrikes bästa målgörare genom tiderna framför spelare som Thierry Henry, Antoine Griezmann, David Trezeguet och Zinedine Zidane. Giroud var med när Frankrike vann VM-guld 2018. Han var även med när Frankrike tog silver i EM 2016 och VM 2022.

Den 37-årige anfallaren hoppade in i semifinalen mot Spanien i EM 2024.  Det blev hans 157:e och sista landskamp.

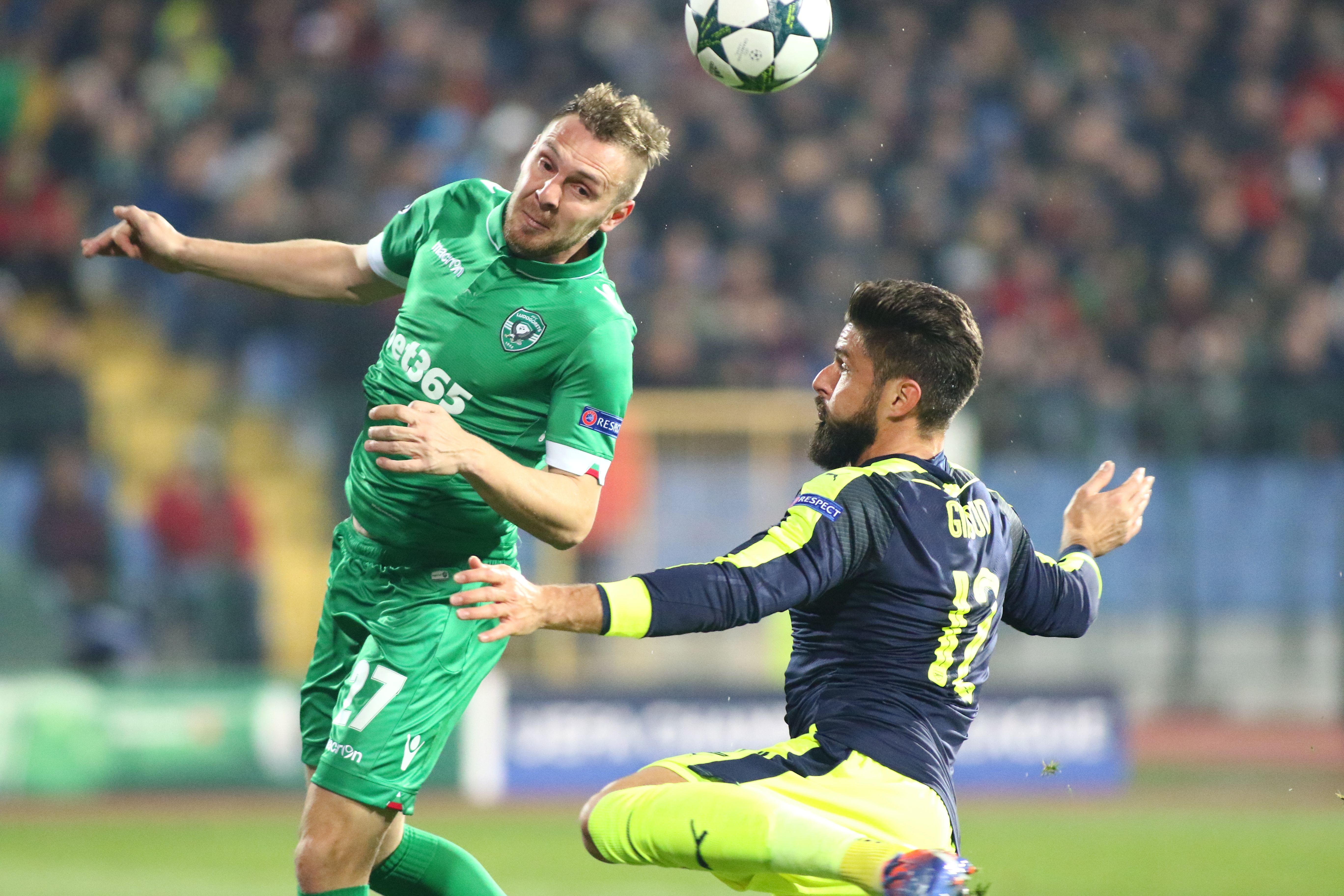
Cosmin Moți (Ludogorets) vs Olivier Giroud (Arsenal),Ludogorets vs Arsenal 2-3, UEFA Champions League, 1-11-2016